# Kouřim
Kouřim (en allemand : Kaurzim) est une ville du district de Kolín, dans la région de Bohême-Centrale, en République tchèque. Sa population s'élevait à 1 978 habitants en 2024.

## Géographie
Kouřim se trouve à 17 km à l'ouest de Kolín et à 40 km à l'est de Prague.
|  |

La commune est limitée par Třebovle et Klášterní Skalice au nord, par Svojšice et Toušice à l'est, par Ždánice et Oleška au sud, et par Vitice à l'ouest.

## Histoire
Du XIIIe au XVIe siècle, Kouřim fut l'une des plus importantes villes de Bohême, puis elle connut un lent déclin. Ses vieilles pierres attirent de nos jours de nombreux touristes.

## Population
Recensements ou estimations de la population de la commune dans ses limits actuelles :
| 1869* | 1880* | 1890* | 1900* | 1910* | 1921* |
| ----- | ----- | ----- | ----- | ----- | ----- |
| 2 780 | 3 174 | 3 333 | 3 130 | 2 976 | 2 875 |

| 1930* | 1950* | 1961* | 1970* | 1980* | 1991* |
| ----- | ----- | ----- | ----- | ----- | ----- |
| 2 683 | 2 400 | 2 386 | 1 998 | 1 839 | 1 799 |

| 2001* | 2014  | 2015  | 2016  | 2017  | 2018  |
| ----- | ----- | ----- | ----- | ----- | ----- |
| 1 769 | 1 850 | 1 869 | 1 894 | 1 882 | 1 909 |

## Galerie

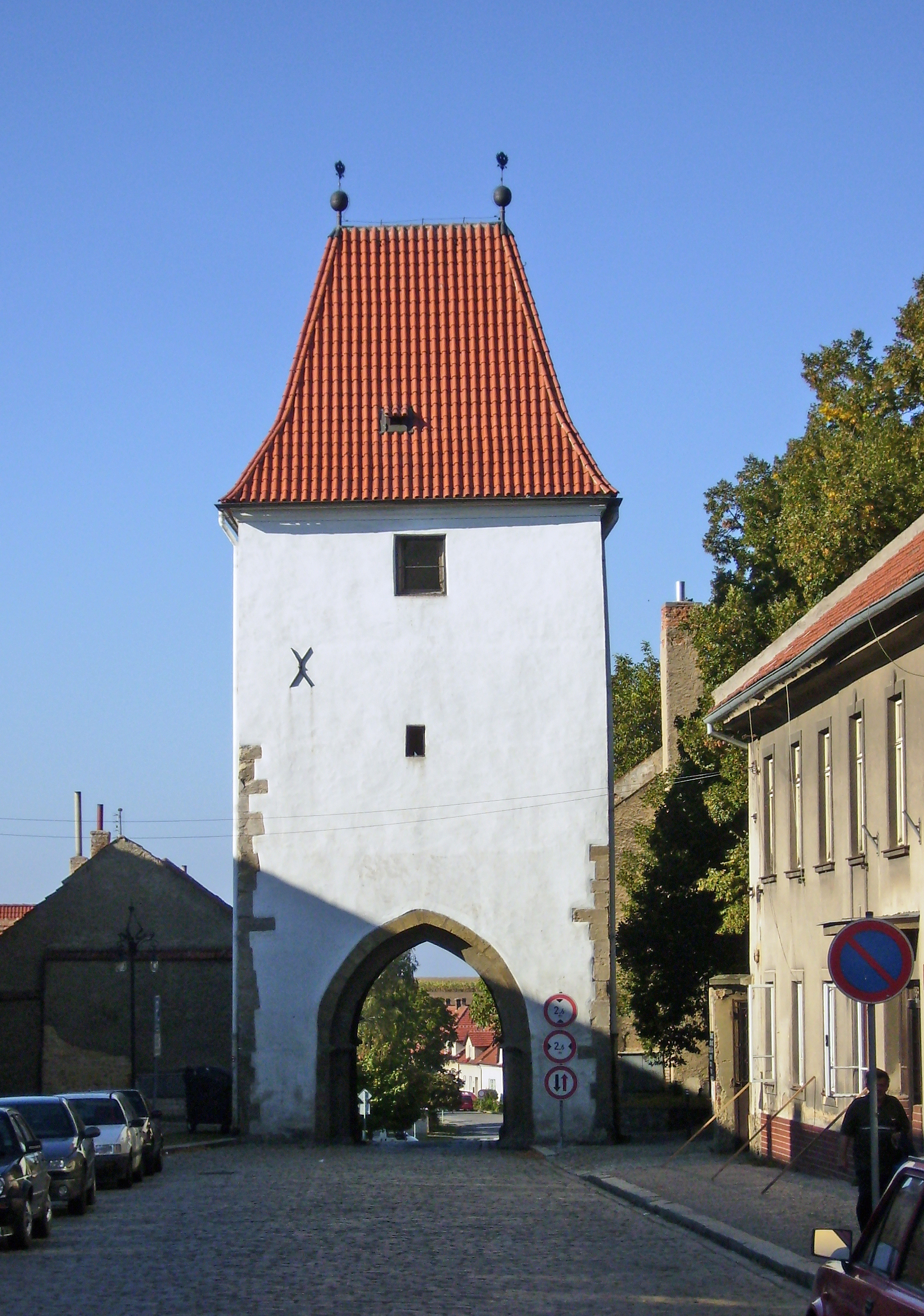
Pražská brána
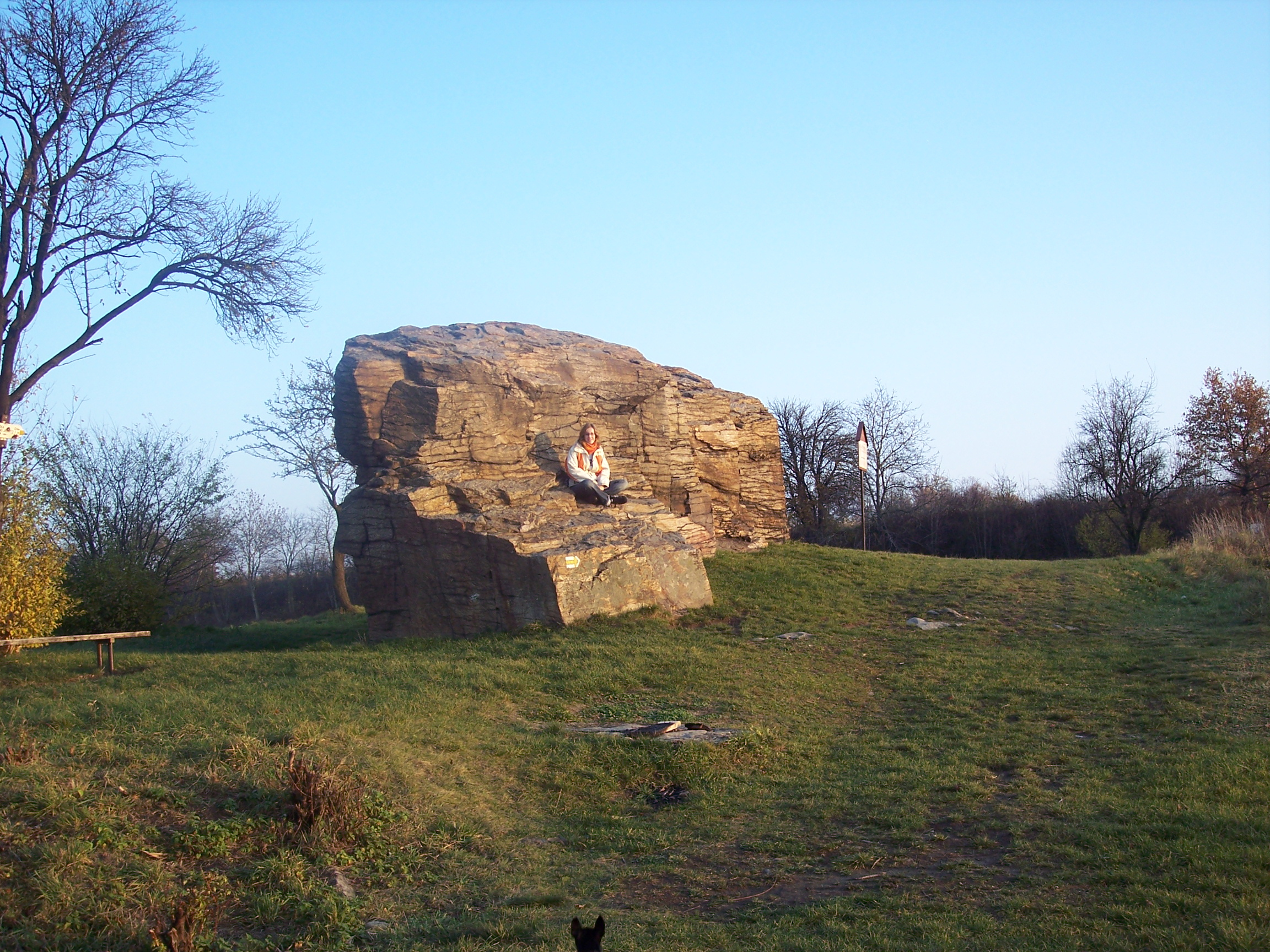
Lechův kámen
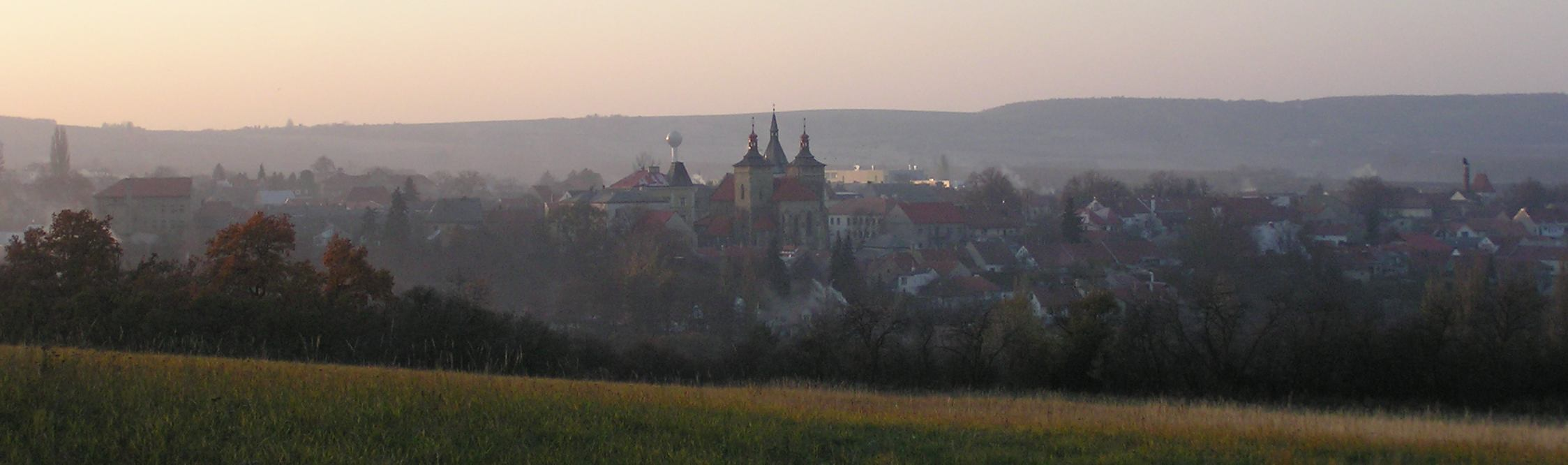
Kouřim od Lechova kamene
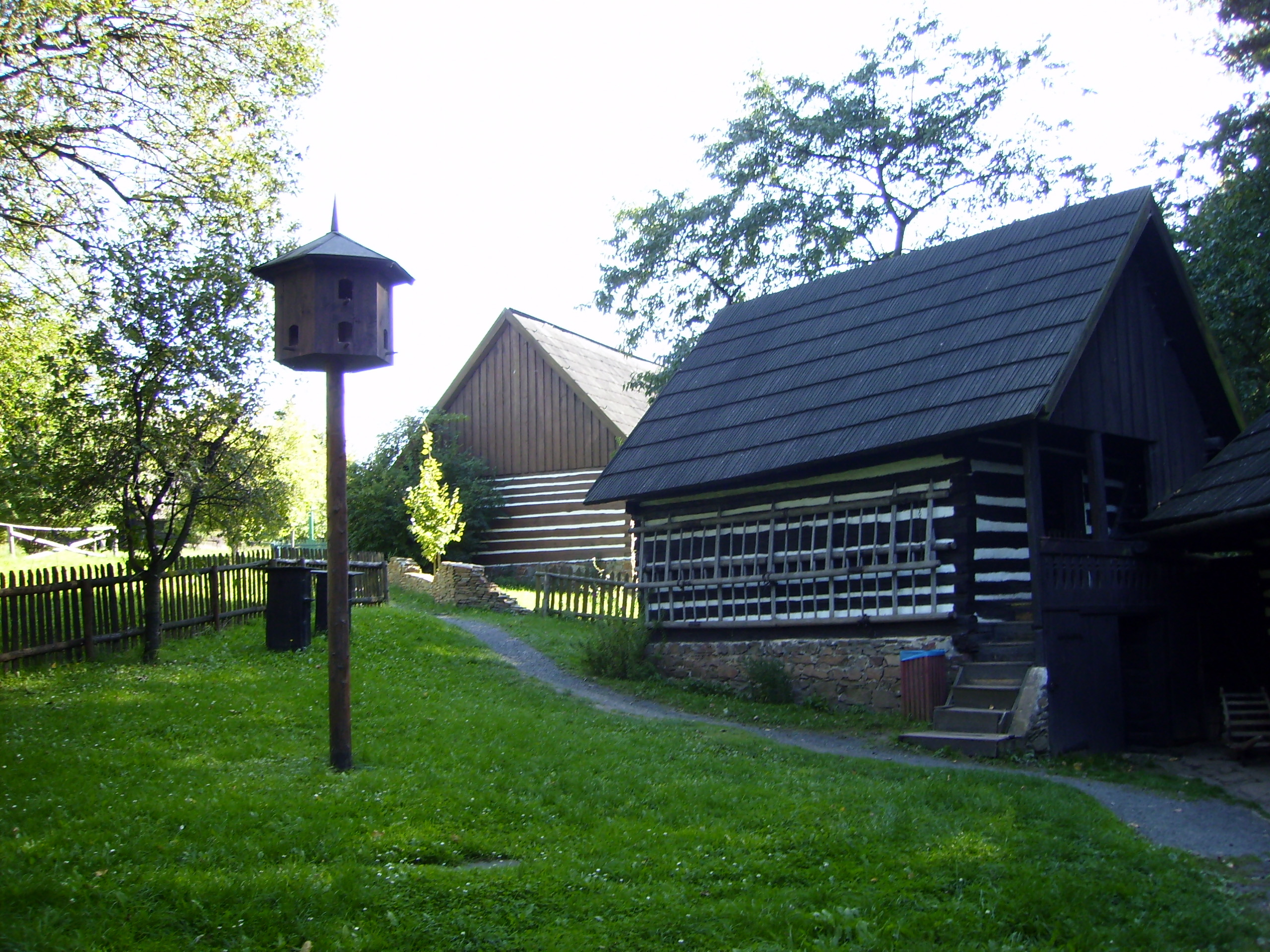
Skanzen v Kouřimi.
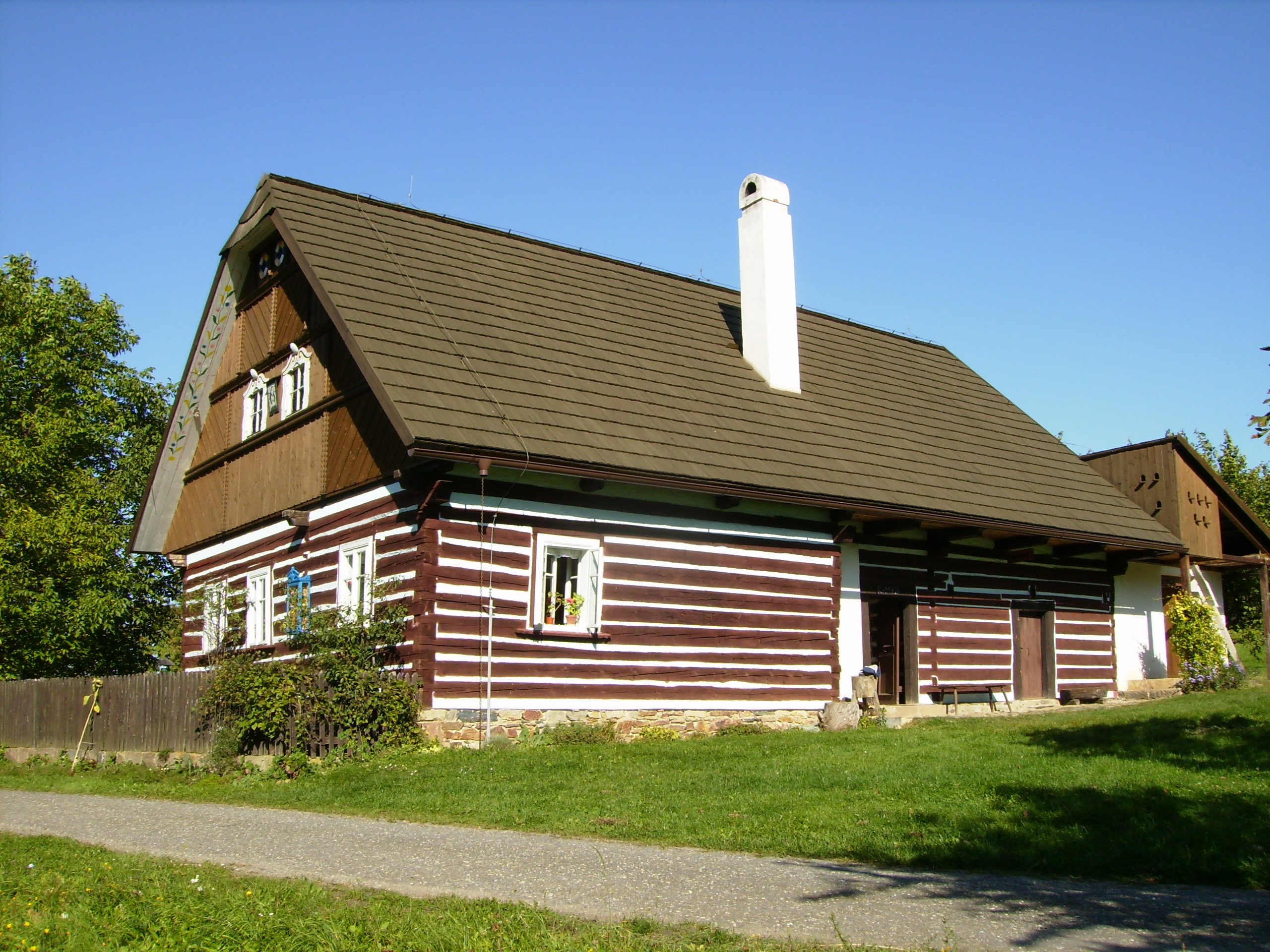
Skanzen v Kouřimi.
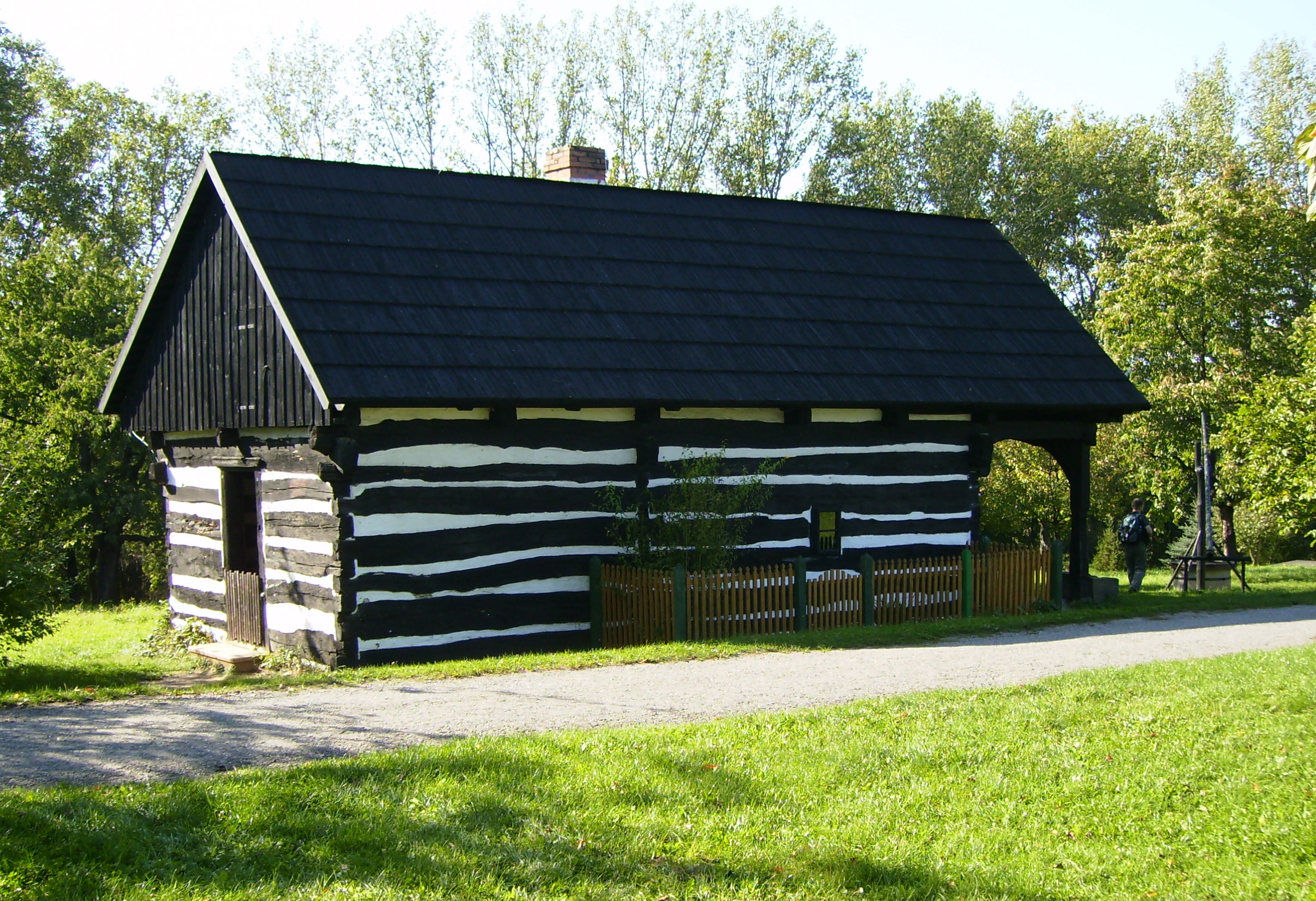
Skanzen v Kouřimi.